# Asser-serie
De Asser-serie (volledige naam: Mr. C. Assers Handleiding tot de beoefening van het Nederlands Burgerlijk Recht) is een Nederlandse reeks handboeken op het gebied van het burgerlijk recht. De serie wordt beschouwd als het meest gezaghebbende commentaar op het Nederlands burgerlijk recht. De reeks, oorspronkelijk geschreven door Carel Asser jr. (1843-1898), werd eerst uitgegeven door de Zwolse uitgever W.E.J. Tjeenk Willink en later door Wolters Kluwer.

## Geschiedenis
De Asser-serie begon als een plan voor een driedelig handboek over het Nederlands burgerlijk recht, geschreven door Carel Asser jr. (1843-1898), net benoemd tot rechter bij de rechtbank Den Haag en later hoogleraar burgerlijk recht aan de Universiteit Leiden. Asser koos welbewust voor een relatief beknopt handboek en niet voor een zeer uitgebreid artikelsgewijs commentaar zoals in die tijd geschreven door C.W. Opzoomer (11 delen) of Gerhardus Diephuis (9 delen); doelgroep was eerder de juridische studentenpopulatie, jonge advocaten en kandidaat-notarissen, voor wie de boeken konden dienen als een kennismaking met de grote lijnen van het burgerlijk recht. Verdieping kon de geïnteresseerde jurist elders zoeken; Asser zag zijn werk als een voortzetting van de (onvoltooid gebleven) Handleiding tot de Beoefening van het Burgerlijk Regt in Nederland van Jacob van Hall. De behandeling van de afzonderlijke wetsartikelen was vaak sterk legistisch georiënteerd, zoals in de negentiende eeuw gebruikelijk: Asser had een voorkeur voor de gebruikelijke "taalkundige, de logische en de geschiedkundige [uitleg]methode", en ging "de grenzen der bekende, veilig verklaarde paden weinig of niet te buiten", aldus J.P. Fockema Andreae.
Het oorspronkelijke plan van uitgever W.E.J. Tjeenk Willink, die in de Handleiding een groot commercieel succes zag gezien het gebrek aan inleidende studieboeken, was dat het werk in 1881 klaar zou zijn. De eerste aflevering van het eerste deel (Personenrecht) verscheen in 1878, en het hele deel was pas afgerond in 1885. Asser kreeg daarbij reeds hulp van een vaste medewerker, Ph.W. van Heusde. Het tweede deel, Zakenrecht, verscheen in 1890 van de hand van Asser. Na Assers vroege overlijden in 1898 moest het derde deel (Verbintenissenrecht) echter al door een ander worden voltooid, te weten Joseph Limburg; het verscheen uiteindelijk in 1907. Het deel Erfrecht werd tussen 1910 en 1915 uitgeven door Eduard Meijers en het deel Bewijsrecht tussen 1911 en 1915 door Anne Anema.
Volgens Jan Lokin is het uitzonderlijk grote succes van de serie — de Asser-serie is immers nog steeds in gebruik onder juristen en geniet een aanzienlijk grotere bekendheid dan andere van oorsprong 19e-eeuwse commentaren — te danken aan twee factoren. Enerzijds overleed de originele auteur Asser toen slechts twee van de delen (personenrecht en zakenrecht) waren voltooid, waardoor hij een aanzienlijk minder groot stempel op de serie drukte dan bijvoorbeeld Opzoomer en Diephuis; anderzijds is de bewerking vervolgens overgenomen door civilistische "coryfeeën" als Meijers en Scholten, van wier bekendheid de serie sterk kon meegenieten. Het vroege overlijden van Carel Asser is daarmee een "geluk bij een ongeluk" geweest voor het voortbestaan van zijn levenswerk.
In de aanloop naar de invoering van het Nieuw Burgerlijk Wetboek eind 20e eeuw besprak de Asser-serie ook veel aspecten van het recht die strikt gezien nog niet tot het burgerlijk recht werden gerekend, zoals het rechtspersonenrecht (dat goeddeels was geregeld in het Wetboek van Koophandel, van oudsher gerekend tot het handelsrecht). Ook werden sommige onderdelen, in het bijzonder het verbintenissenrecht (in de delen bewerkt door Arthur Hartkamp) al besproken op basis van het ontwerp-Nieuw BW — de delen "Verbintenissenrecht" droegen enige tijd titels als De verbintenis in het algemeen volgens het nieuwe Burgerlijk Wetboek. Daarmee liep de reeks eigenlijk vooruit op de juridische ontwikkelingen, maar bleef deze wel "bij de tijd" zodra het Nieuw BW werd ingevoerd.

## HetAlgemeen deel
De oorspronkelijke uitgave van Asser bevatte in het deel Personenrecht een zeer beknopte "Inleiding", waarin de auteur kort inging op onder andere de verschillende interpretatiemethoden in het burgerlijk recht en de geschiedenis van het Burgerlijk Wetboek. In 1931 verscheen deze inleiding als een apart deel van de serie, getiteld Algemeen deel (ter onderscheiding gekenmerkt door een ster op de rug in plaats van het nummer in de reeks) en geschreven door de Amsterdamse hoogleraar Paul Scholten, die sinds 1912 het deel Personenrecht bewerkte. Verdere drukken van het Algemeen deel verschenen in 1934 en in 1971 (de derde druk bewerkt door Scholtens zoon G.J. Scholten). Het Algemeen deel, met name het eerste hoofdstuk getiteld "De methode van het privaatrecht", is een van de meest invloedrijke rechtstheoretische en rechtsfilosofische werken in de Nederlandse rechtsliteratuur geworden, onder andere door Scholtens beschouwingen over de rechterlijke beslissing als "gewetensbeslissing" waarbij Scholten sterk werd geïnspireerd door zijn gefeformeerd-protestantse geloof. Het eerste hoofdstuk (dat vaak als pars pro toto van het Algemeen deel met dezelfde titel wordt aangeduid) is ook afzonderlijk herdrukt en in het Frans vertaald als Traité de Droit Civil Néerlandais. Partie Générale. De Tilburgse hoogleraar Jan Vranken schreef in 1995 een tweede Algemeen deel, waarin hij Scholtens project voortzette; een derde, met ondertitel Een vervolg, en een vierde met ondertitel Een synthese verschenen in respectievelijk 2005 en 2014.

## Huidige indeling van de serie
Tot 2008 was de Asser-serie min of meer ingedeeld naar het plan van de oorspronkelijke auteur: na het Algemeen deel (uiteindelijk drie delen) volgden personen- en familierecht (één deel), vertegenwoordiging en rechtspersoon (drie delen), goederenrecht (drie delen), verbintenissenrecht (drie delen), bijzondere overeenkomsten (zeven delen), erfrecht en schenking (twee delen) en verkeersmiddelen en vervoer (twee delen). In 2008 werd deze indeling herzien: voortaan volgt de Asser-serie de indeling van het Nieuw Burgerlijk Wetboek in tien delen. Na vier delen Algemeen deel (Scholten en Vranken) behandelt de serie achtereenvolgens personen- en familierecht (twee delen), rechtspersonenrecht (zes delen), algemeen vermogensrecht (zes delen), erfrecht en schenking (één deel), zakenrecht (één deel), algemeen verbintenissenrecht (vier delen), bijzondere overeenkomsten (twaalf delen), verkeersmiddelen en vervoer (twee delen), en internationaal privaatrecht (drie delen). Het gedeelte corresponderend met Boek 9 van het Burgerlijk Wetboek (intellectuele eigendom) ontbreek vooralsnog, net als Boek 9 zelf. Ook is er een reeks Asser Procesrecht toegevoegd waarin het burgerlijk procesrecht wordt behandeld.
Van de Asser-serie heeft (buiten het Algemeen deel) anno 2023 alleen het deel Algemene bepalingen en rederij nog geen nieuwe druk gezien sinds de herschikking van de serie in 2008; het deel is daarom nog steeds genummerd 7-I in plaats van 8-I, ook al wordt het in de gebruikelijke indeling al wel onder deel 8 geschaard. Het deel Procesrecht 7, getiteld Cassatie in burgerlijke zaken, heeft zijn oorsprong buiten de Asser-serie: het was een op zichzelf staand handboek over cassatiezaken en werd oorspronkelijk geschreven door D.J. Veegens en vervolgens bewerkt door E. Korthals Altes en H.A. Groen.
| Deel                                         | Titel | Huidige bewerker                                          | Huidige druk    |
| -------------------------------------------- | --- | --------------------------------------------------------- | --------------- |
| Algemeen deel                                | |                                                           |                 |
| *                                            | Algemeen deel | P. Scholten / G.J. Scholten                               | 3e druk (1974)  |
| **                                           | Algemeen deel ** | J.B.M. Vranken                                            | 1e druk (1995)  |
| **                                           | Algemeen deel ***. Een vervolg                                                                                        | J.B.M. Vranken                                            | 1e druk (2005)  |
| ****                                         | Algemeen deel ****. Een synthese                                                                                      | J.B.M. Vranken                                            | 1e druk (2014)  |
| 1. Personen- en familierecht                 | |                                                           |                 |
| 1-I                                          | De persoon, afstamming en adoptie, gezag en omgang, levensonderhoud                                                   | W.D. Kolkman, F.R. Salomons & J. de Boer                  | 19e druk (2020) |
| 1-II                                         | Huwelijk, geregistreerd partnerschap en ongehuwd samenleven                                                           | W.D. Kolkman & F.R. Salomons                              | 20e druk (2023) |
| 2. Rechtspersonenrecht                       | |                                                           |                 |
| 2-I                                          | De rechtspersoon | M.J. Kroeze                                               | 10e druk (2021) |
| 2-IIa                                        | NV en BV - Oprichting, vermogen en aandelen                                                                           | M. van Olffen & G.J.C. Rensen                             | 6e druk (2024)  |
| 2-IIb                                        | NV en BV - Corporate governance                                                                                       | M.P. Nieuwe Weme                                          | 5e druk (2025)  |
| 2-IIc                                        | NV en BV - Geschillen, procedures en openbare biedingen                                                               |                                                           |                 |
| 2-III                                        | Overige rechtspersonen                                                                                                | G.J.C. Rensen                                             | 11e druk (2022) |
| 2-IV                                         | Effectenrecht | jhr. V.P.G. de Serière                                    | 2e druk (2023)  |
| 3. Vermogensrecht algemeen                   | |                                                           |                 |
| 3-I                                          | Europees recht en Nederlands vermogensrecht                                                                           | A.S. Hartkamp                                             | 5e druk (2023)  |
| 3-II                                         | Algemene begrippen van vermogensrecht                                                                                 |                                                           |                 |
| 3-III                                        | Volmacht en vertegenwoordiging                                                                                        | S.C.J.J. Kortmann & J.S. Kortmann                         | 10e druk (2023) |
| 3-IV                                         | Algemeen goederenrecht                                                                                                | S.E. Bartels & A.I.M. van Mierlo                          | 17e druk (2021) |
| 3-V                                          | Gemeenschap | S. Perrick                                                | 5e druk (2023)  |
| 3-VI                                         | Zekerheidsrechten | A.I.M. van Mierlo & K.J. Krzemiński                       | 17e druk (2024) |
| 4. Erfrecht en schenking                     | |                                                           |                 |
| 4                                            | Erfrecht en schenking                                                                                                 | S. Perrick                                                | 17e druk (2021) |
| 5. Zakenrecht - Eigendom en beperkte rechten | |                                                           |                 |
| 5                                            | Zakenrecht - Eigendom en beperkte rechten                                                                             | S.E. Bartels & A.A. van Velten                            | 16e druk (2017) |
| 6. Verbintenissenrecht                       | |                                                           |                 |
| 6-I                                          | De verbintenis in het algemeen, eerste gedeelte                                                                       | C.H. Sieburgh                                             | 17e druk (2024) |
| 6-II                                         | De verbintenis in het algemeen, tweede gedeelte                                                                       | C.H. Sieburgh                                             | 16e druk (2021) |
| 6-III                                        | Algemeen overeenkomstenrecht                                                                                          | C.H. Sieburgh                                             | 16e druk (2022) |
| 6-IV                                         | De verbintenis uit de wet                                                                                             | C.H. Sieburgh                                             | 16e druk (2023) |
| 7. Bijzondere overeenkomsten                 | |                                                           |                 |
| 7-I                                          | Koop en ruil | Jac. Hijma                                                | 10e druk (2024) |
| 7-IA                                         | Kredietovereenkomst                                                                                                   | J.W.A. Biemans & A.C. van Schaick                         | 1e druk (2021)  |
| 7-II                                         | Huur | H.J. Rossel & A.H.T. Heisterkamp                          | 11e druk (2021) |
| 7-III                                        | Pacht | W.L. Valk                                                 | 6e druk (2024)  |
| 7-IV                                         | Opdracht, incl. de geneeskundige behandelingsovereenkomst en de reisovereenkomst                                      | T.F.E. Tjong Tjin Tai                                     | 4e druk (2022)  |
| 7-V                                          | Arbeidsovereenkomst                                                                                                   | G.J.J. Heerma van Voss                                    | 4e druk (2021)  |
| 7-VI                                         | Aanneming van werk | S. van Gulijk & M.A.M.C. van den Berg                     | 4e druk (2022)  |
| 7-VII                                        | Maatschap, vennootschap onder firma, commanditaire vennootschap                                                       | M. van Olffen                                             | 9e druk (2022)  |
| 7-VIII                                       | Bewaarneming, borgtocht, vaststellingsovereenkomst, bruikleen, verbruikleen, altijddurende rente, spel en weddenschap | I.S.J. Houben & A.C. van Schaick                          | 9e druk (2023)  |
| 7-IX                                         | Verzekering | N. van Tiggele-van der Velde, T. Hartlief & F.R. Salomons | 5e druk (2024)  |
| 7-X                                          | Onbenoemde overeenkomsten                                                                                             | I.S.J. Houben                                             | 2e druk (2019)  |
| 7-XI                                         | Pensioen | E. Lutjens                                                | 3e druk (2023)  |
| 8. Verkeersmiddelen en vervoer               | |                                                           |                 |
| 7-I                                          | Algemene bepalingen en rederij                                                                                        | R.E. Japikse                                              | 1e druk (2004)  |
| 8-II                                         | Rechten en voorrechten van schepen. Kapitein, bevoegdheden en verplichtingen                                          | R.E. Japikse                                              | 1e druk (2012)  |
| 9. Auteursrecht en merkenrecht               | |                                                           |                 |
| 10. Internationaal privaatrecht              | |                                                           |                 |
| 10-I                                         | Algemeen deel IPR | A.P.M.J. Vonken                                           | 3e druk (2023)  |
| 10-II                                        | Internationaal personen-, familie- en erfrecht                                                                        | A.P.M.J. Vonken, F. Ibili & F.W.J.M. Schols               | 3e druk (2021)  |
| 10-III                                       | Internationaal vermogensrecht                                                                                         | X.E. Kramer, H.L.E. Verhagen & S. van Dongen              | 2e druk (2022)  |
| Asser Procesrecht                            | |                                                           |                 |
| Procesrecht 1                                | Beginselen van burgerlijk procesrecht                                                                                 | I. Giesen                                                 | 2e druk (2024)  |
| Procesrecht 2                                | Eerste aanleg | A.C. van Schaick                                          | 3e druk (2022)  |
| Procesrecht 3                                | Bewijs | W.D.H. Asser                                              | 3e druk (2023)  |
| Procesrecht 4                                | Hoger beroep | F.B. Bakels                                               | 4e druk (2023)  |
| Procesrecht 5                                | Beslag en executie | A. Steneker                                               | 2e druk (2023)  |
| Procesrecht 6                                | Het kort geding | R.J.B. Boonekamp                                          | 2e druk (2024)  |
| Procesrecht 7                                | Cassatie in burgerlijke zaken                                                                                         | D.J. Veegens / E. Korthals Altes & H.A. Groen             | 5e druk (2015)  |
| Procesrecht 8                                | Arbitrage en bindend advies                                                                                           | P. Sanders / G.J. Meijers & P.E. Ernste                   | 1e druk (2023)  |
| Procesrecht 9                                | IPR procesrecht |                                                           |                 |
| Procesrecht 10                               | Europees procesrecht                                                                                                  |                                                           |                 |
| Procesrecht 11                               | Faillissement | F.M.J. Verstijlen                                         | 1e druk (2025)  |

## Citeerwijze
De Asser-serie wordt volgens de Leidraad voor juridische auteurs geciteerd met vermelding van de naam van de oorspronkelijke auteur (Asser), de huidige bewerker(s), het deel en het jaar van uitgave. Een volledige verwijzing naar de recentste druk van De verbintenis uit de wet (deel 6-IV, bewerkt door Carla Sieburgh) luidt bijvoorbeeld:
C.H. Sieburgh, Mr. C. Assers Handleiding tot de beoefening van het Nederlands burgerlijk recht. 6. Verbintenissenrecht. Deel IV. De verbintenis uit de wet, Deventer: Wolters Kluwer 2023.
Een verkorte verwijzing naar dit deel (bijvoorbeeld in een voetnoot) gaat doorgaans gepaard met verwijzing naar een specifiek randnummer (paragraaf), bijvoorbeeld:
Asser/Sieburgh 6-IV 2023/35.